# ماساتو موريشيغي
ماساتو موريشيغي (باليابانية: 森重真人)؛ مواليد 21 مايو 1987 في هيروشيما، اليابان، هو لاعب كرة قدم ياباني يلعب لنادي إف سي طوكيو ومنتخب اليابان لكرة القدم فئة الشباب كمدافع. سبق له أن لعب في كأس العالم لكرة القدم مع منتخب بلاده. بدأ ماساتو موريشيغي مسيرته الرياضية عام 2000.

## روابط خارجية
- ماساتو موريشيغي على موقع الاتحاد الدولي (مؤرشف)  (الإنجليزية)
- ماساتو موريشيغي على موقع رابطة كرة القدم اليابانية للمحترفين (اليابانية)
- ماساتو موريشيغي على موقع إي إس بي إن إف سي (الإنجليزية)
- ماساتو موريشيغي على موقع قاعدة بيانات كرة القدم.إي يو (الإنجليزية)
- ماساتو موريشيغي على موقع ناشيونال فوتبول تيمز (الإنجليزية)
- ماساتو موريشيغي على موقع Soccerbase.com (لاعب) (الإنجليزية)
- ماساتو موريشيغي على موقع Soccerway.com (الإنجليزية)
- ماساتو موريشيغي على موقع عالم كرة القدم.نت (الإنجليزية)
- ماساتو موريشيغي على موقع كووورة
- ماساتو موريشيغي على موقع أوليمبيديا (الإنجليزية)